# Nedre Sillersjön
Nedre Sillersjön är en sjö i Ljusdals kommun i Hälsingland och ingår i Ljusnans huvudavrinningsområde. Sjön har en area på 0,21 kvadratkilometer och ligger 244,9 meter över havet. Nedre Sillersjön ligger i Ängraån Natura 2000-område. Sjön avvattnas av vattendraget Ängerån.

## Delavrinningsområde
Nedre Sillersjön ingår i det delavrinningsområde (686730-147655) som SMHI kallar för Utloppet av Nedre Sillersjön. Medelhöjden är 291 meter över havet och ytan är 3,62 kvadratkilometer. Räknas de 56 avrinningsområdena uppströms in blir den ackumulerade arean 334,26 kvadratkilometer. Ängerån som avvattnar avrinningsområdet har biflödesordning 2, vilket innebär att vattnet flödar genom totalt 2 vattendrag innan det når havet efter 167 kilometer. Avrinningsområdet består mestadels av skog (91 procent). Avrinningsområdet har 0,17 kvadratkilometer vattenytor vilket ger det en sjöprocent på 4,8 procent.